# رود مند

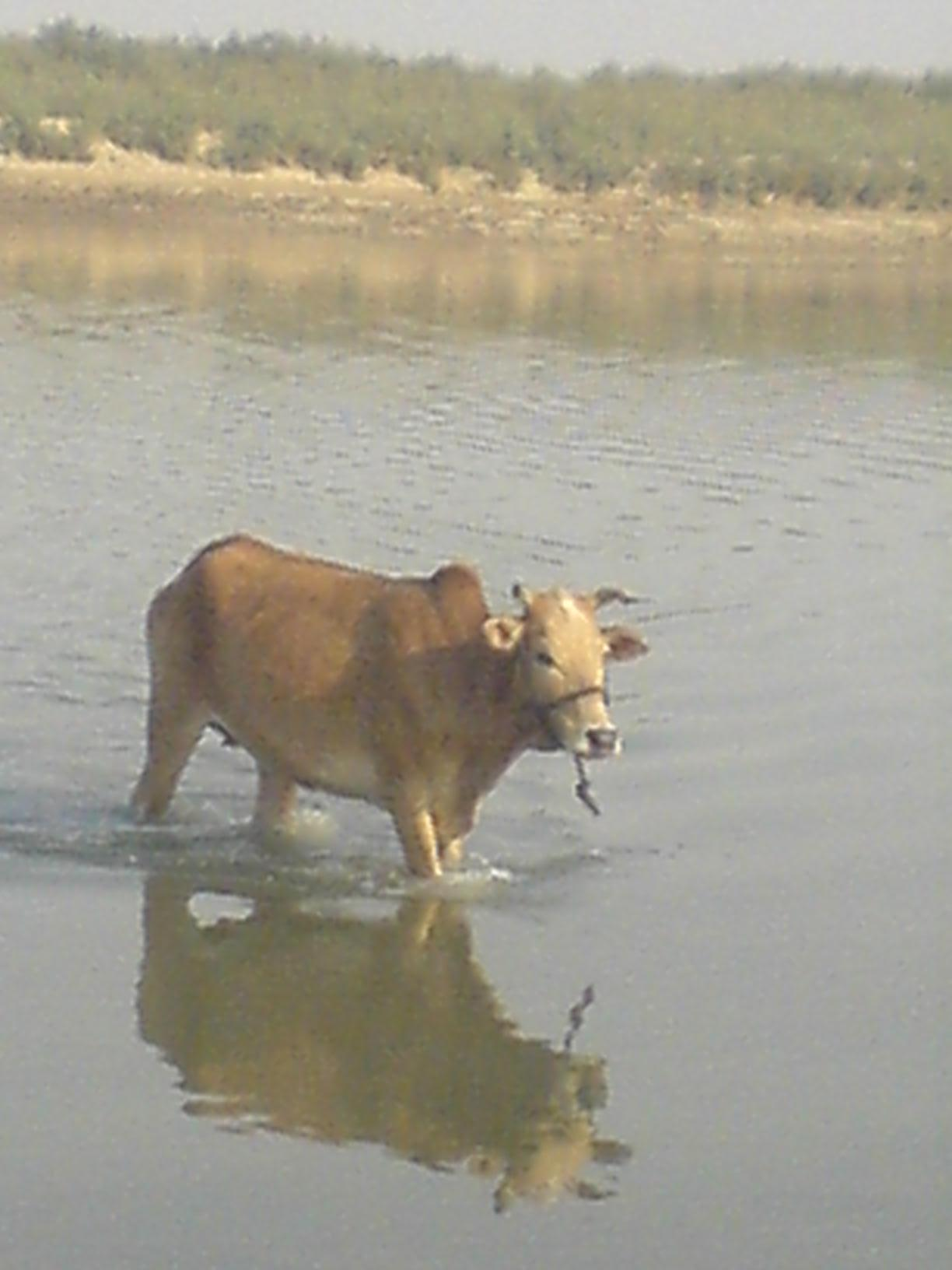
عبور احشام از رود مند همجوار روستای وحدت‌آباد در استان بوشهر

رودخانه مند رودخانه‌ایست با شاخه‌های متعدد که شاخه اصلی آن به نام رودخانه قره‌آغاج از استان فارس سرچشمه می‌گیرد و پس از ورود به استان بوشهر به خلیج فارس می‌ریزد. نام قدیمی آن نهر سکان (ثکان) نیز بوده‌است. این رودخانه دائمی است و از نظر طول پنجمین رودخانه ایران است.
این رود ۶۸۵ کیلومتر طول دارد و مسیر کلی سرچشمه آن از ارتفاعات شمال غربی شیراز به سمت جنوب شرق و سپس جنوب غرب و در انتها مغرب است. مسیر عبوری این رود شهرستان‌های شیراز، جهرم، فیروزآباد در استان فارس و جم، دشتی و دیر در استان بوشهر است و از به هم پیوستن رودخانه‌های قره‌آغاج، فیروزآباد، رود شور جهرم و دارالمیزان، سیمکان و شورمکان در استان فارس و رودخانه‌های باغان، سنا، رود شور خورموج، اهرم، دشت پلنگ (از ارتفاعات دهرود دشتستان) و چیز دشتی در استان بوشهر تشکیل یافته‌است.
این رودخانه از کوه‌های انار و خانی یک واقع در دهستان کوهمره در ۷۵ کیلومتری باختر شمالی شیراز و ۲۸ کیلومتری شمال شرقی کازرون سرچشمه می‌گیرد و به نام رودخانه قره آغاج به سوی جنوب شرقی سرازیر می‌شود و پس از مخلوط شدن با رودخانه زاخرد به دهستان سیاخ وارد می‌گردد و مسیر خود را به سوی جنوب شرقی طی می‌کند. این رودخانه پس از طی مسیری طولانی و عبور از دهستان‌ها و شهرستان‌های بسیار و مخلوط شدن ریزابه‌ها و رودخانه‌های فراوان سرانجام در ۵۶ کیلومتری جنوب غربی خورموج و پس از گذشتن از روستاهایی همچون، بیکسان، خانی، شعری، کُرکی، مسیله، هلالی منصور، باغ رئیس عالی و سایر روستاهای حومه کاکی و بردخون، در خور زیارت به خلیج فارس می‌ریزد.
بعلت شیب کم و بازایستادن حرکت آب آن در مسیر منتهی به خلیج فارس آنرا ماند یا مند و ناحیه مجاور آنرا مندستان نامیده‌اند. و چون از دهی قدیمی بعد از کارزین، بنام «سِکّ» می‌گذرد سکان نامیده شده‌است. اسامی دیگر آن سیتاکوس می‌باشد که این نام باقی‌مانده سلوکیان است بنا به نقل احمد اقتداری، نئارخوس از فرماندهان اسکندر در مسیر رفتنش از کیش به خوزستان از این رود گذشته و سپس به مزامباریا (ریشهر یا بندر کنونی بوشهر) رسیده‌است.
سه پل بزرگ در شهرستان دشتی بر روی این رود زده شده که دو پل آن در امتداد بزرگراه سیراف است، اولین پل بزرگ قبل از انقلاب ۱۳۵۷ توسط آلمانی‌ها ساخته شده و دومی در ادامه افتتاح این بزرگراه ساخته شد و یک پل ارتباطی جدا در مسیر ساحلی بوشهر -دیر (مرز شهرستان دشتی - شهرستان دیر) ساخته شده‌است. با چند پل فرعی دیگر جمعاً شش پل بر رودخانه مند بنا شده‌است.

## رودخانه‌های وابسته
رودخانه‌های وابسته، نسبتاً به ترتیب الحاق یا امتداد شاخه اصلی مند:
- رودخانه قره‌آغاج
- رودخانه زاخرد
- رود شور جهرم
- رود کورده
- رود علامرودشت
- رود شور دهرم
- رودخانه فیروزآباد
- رودخانه دارالمیزان
- رودخانه فیدویه
- رودخانه هونیقان
- رود سیمکان
- رودخانه هگان
- رود شورمکان
- رودخانه دشت پلنگ
- رودخانه دزگاه
- رودخانه باغان
- رود شور خورموج
- رود شور اهرم
- رودخانه چیز دشتی